# 美屈孕酮
美屈孕酮（研发代号：AY-62022，商品名：Colprone等）是一种有机化合物，化学式C
23H
32O
2，属于孕激素药物，用于婦科學的激素替代療法。